# Play (album de Mike Stern)
Pour les articles homonymes, voir Play.
Albums de Mike Stern
Give And Take
(1997) Voices
(2001)
Play est un album enregistré en 1999 par Mike Stern accompagné, en particulier, des guitaristes John Scofield et Bill Frisell et du batteur Dennis Chambers. Tous les morceaux sont des compositions de Mike Stern et pour certains à consonance jazz fusion.

## Musiciens
- Mike Stern : Guitare (tous les morceaux)
- John Scofield : Guitare (morceaux 1, 2 et 3)
- Bill Frisell : Guitare (4, 6, 7 et 10)
- Ben Perowsky : Batterie (1, 2, 3, 4, 6, 7 et 10)
- Dennis Chambers : Batterie (5, 8 et 9)
- Lincoln Goines : Basse (tous)
- Bob Malach : Saxophone Ténor (3, 5, 6, 8 et 9)
- Jim Beard : Piano (1, 2, 3, 5, 6,8 et 9)

## Titres
1. Play - 7:15
2. Small World - 5:23
3. Outta Town - 6:09
4. Blue Tone - 6:43
5. Tipatina's - 6:35
6. All Heart - 6:22
7. Frizz - 5:41
8. Link - 6:50
9. Goin' Under - 4:10
10. Big Kids - 7:29